# Bryoptera deformipennis
Bryoptera deformipennis là một loài bướm đêm trong họ Geometridae.